# Wola Grzymalina
Wola Grzymalina (prononciation [ˈvɔla ɡʐɨmaˈlina]) est une localité de la gmina de Kleszczów, du powiat de Bełchatów, dans la voïvodie de Łódź, située dans le centre de la Pologne.
Elle se situe à environ 3 kilomètres au nord-est de Bełchatów (siège du powiat), 15 kilomètres au sud de Bełchatów (siège du powiat) et 62 kilomètres au sud de Łódź (capitale de la voïvodie).

## Histoire
Dans les années 1980, Wola Grzymalina a été détruite et la zone du village fait maintenant partie de la mine de charbon de Bełchatów

## Administration
De 1975 à 1998, la localité était attachée administrativement à l'ancienne voïvodie de Piotrków.

Depuis 1999, elle fait partie de la nouvelle voïvodie de Łódź.